# Vitkronad sparv
Vitkronad sparv (Zonotrichia leucophrys) är en nordamerikansk tätting i familjen amerikanska sparvar.

## Kännetecken

### Utseende
Vitkronad sparv är en relativt stor, långstjärtad och smånäbbad amerikansk sparv med en kroppslängd på 15-16 centimeter. Den är lik sin nära släkting vitstrupig sparv (Z. albicollis), med grått på bröst och kind, bruna vingar med två vita vingband, samt den karakteristiska svartvita bandningen på huvudet, med brett ljust ögonbrynsstreck och ljust hjässband åtskilda av ett brett mörkt hjässidesband. Den saknar dock en tydligt avgränsad vit strupe och gult inslag framför ögat, det vita hjässbandet och svarta hjässidesbandet är mycket brett och ovansidan är grå, inte brun. Näbben är ljus. På ungfågeln är huvudteckningarna bruna och beigevita.

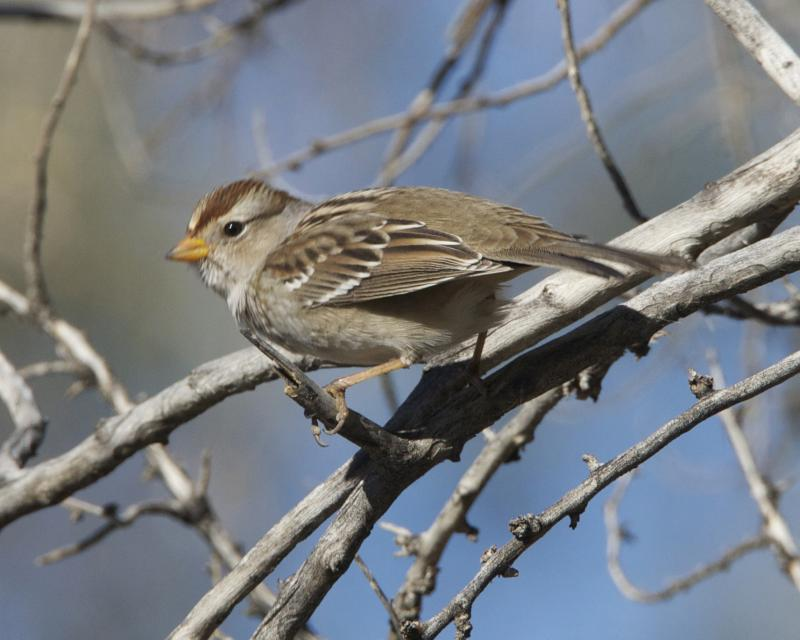
Ungfågel vitkronad sparv.

### Läte
Vitkronad sparv sjunger en två till tre sekunder lång strof som inleds melodiskt och avslutas med en drill. Sången är inlärd, varför den varierar mellan olika populationer, som dialekter. Hanar på gränsen av två dialekter kan vara "tvåspråkiga" och sjunger båda varianterna. Den har flera olika läten, ett av de vanligare ett pink, mörkare än motsvarande läte hos vitstrupig sparv.

## Utbredning och systematik
Vitkronad sparv häckar i norra Kanada och Alaska samt i bergstrakter i västra Nordamerika söderut till nordvästra Kalifornien. En isolerad population finns även utmed kusten från södra British Columbia till centrala Kalifornien. Den delas in i fem distinkta underarter med följande utbredning:
- Zonotrichia leucophrys leucophrys – förekommer från centrala och östra Kanada till Newfoundland, flyttar till sydöstra USA, Kuba och Jamaica
- Zonotrichia leucophrys oriantha – förekommer i bergstrakter från sydvästra Kanada till sydvästra USA, flyttar till södra Baja California och centrala Mexiko
- Zonotrichia leucophrys gambelii – förekommer från norra Alaska och norra Yukon till syd-centrala Kanada, flyttar till norra Mexiko
- Zonotrichia leucophrys nuttalli – förekommer i kustnära centrala Kalifornien (Mendocino County till Santa Barbara County)
- Zonotrichia leucophrys pugetensis – förekommer från kustnära sydvästra British Columbia till nordvästra Kalifornien, flyttar till sydvästra Kalifornien

Fågeln är en mycket sällsynt gäst i Västeuropa med ett knappt 20-tal fynd, varav åtta gjorts i Storbritannien och fyra i Azorerna. Den har även setts i Färöarna, Irland, Nederländerna, Island och Frankrike, samt 2–9 oktober 2009 även på den norska ön Ona i Møre og Romsdal.

### Familjetillhörighet
Tidigare fördes de amerikanska sparvarna till familjen fältsparvar (Emberizidae) som omfattar liknande arter i Eurasien och Afrika. Flera genetiska studier visar dock att de utgör en distinkt grupp som sannolikt står närmare skogssångare (Parulidae), trupialer (Icteridae) och flera artfattiga familjer endemiska för Karibien.

## Levnadssätt
Vitkronad sparv häckar i öppna eller buskiga områden som tundra, högt belägna alpängar och skogsbryn. Den vill gärna ha tillgång till bar mark och gräs. Vintertid och under flyttningen ses den i buskar, ogräsfält, jordbruksområden och vägrenar.

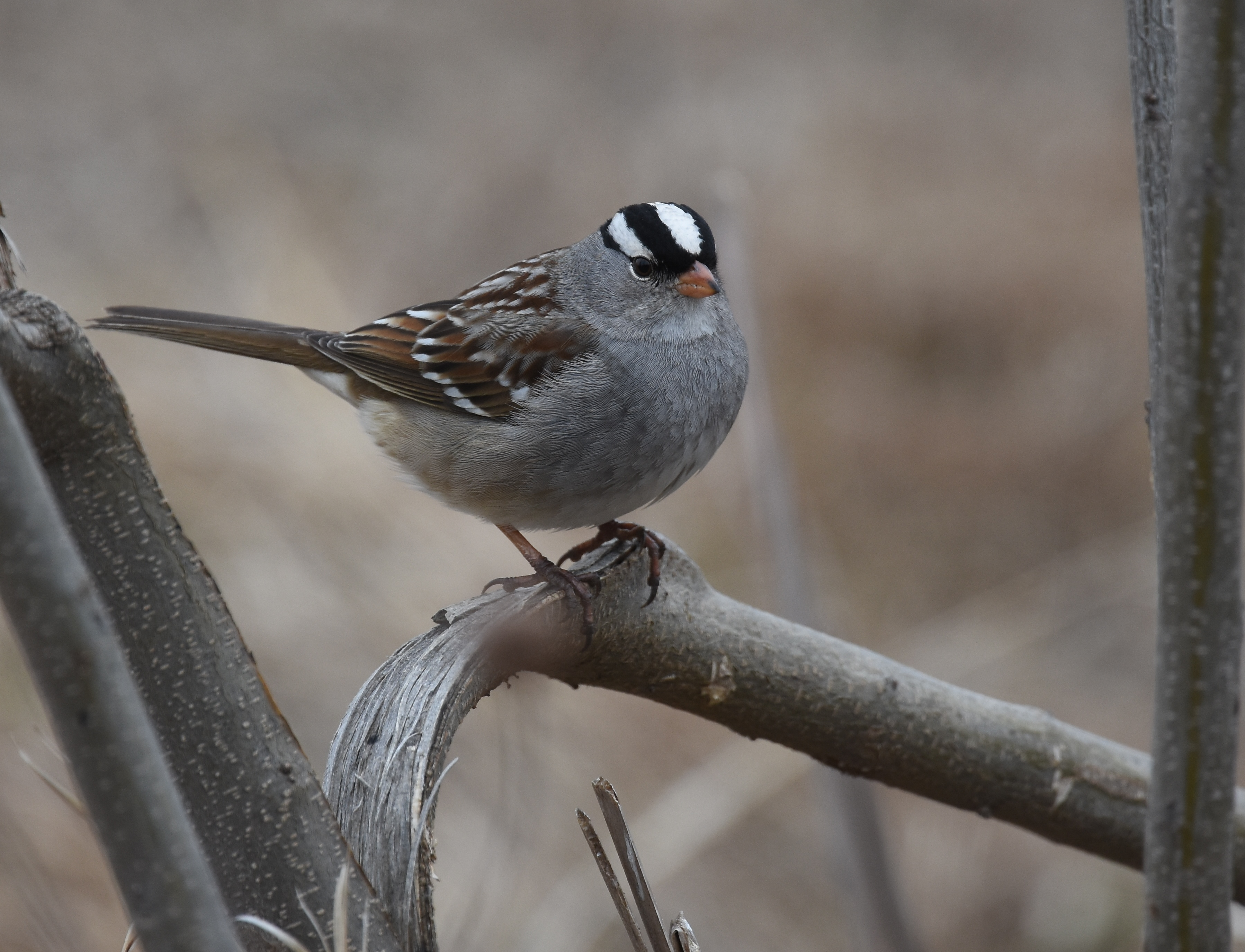

### Föda
Fågeln ses hoppa på marken eller röra sig lågt i vegetationen. Den lever huvudsakligen av frön från örter och gräs, men sommartid även en ansenlig mängd fjärilslarver, getingar, skalbaggar och andra insekter. Den intar även säd och bär som björnbär och fläderbär.

### Häckning
Arten bildar par så snart de anländer till häckningsområdena, men väntar med att bygga bo förrän snön har smält. Honan bygger det skålformade boet som placeras relativt lågt, mellan en halv och tre meter upp, i buskar när det finns tillgång. På tundran läggs i stället boet på marken gömd bland mossor, lavar och dvärgväxta buskar. Honan lägger tre till sju gröna till blå ägg ägg med rödbruna fläckar som ruvas i tio till 14 dagar. När häckningen är slut bryter paret upp och skiljs åt under övervintringen, men två tredjedelar tar upp kontakten under efterföljande sommar.

## Status och hot
Arten har ett stort utbredningsområde och en stor population med stabil utveckling. Utifrån dessa kriterier kategoriserar internationella naturvårdsunionen IUCN arten som livskraftig (LC). Världspopulationen uppskattas till 79 miljoner häckande individer.